# Alessandro Zaccuri
Alessandro Zaccuri (La Spezia, 1963) è un giornalista, romanziere e saggista italiano.

## Biografia
Si è trasferito a Milano nel 1972. Laureato in lettere classiche  (con tesi in filologia medievale e umanistica) all'Università Cattolica, collabora all'Avvenire e ai periodici Lo Straniero e Letture. Iscritto all'ordine dei giornalisti dal 1988, è giornalista professionista. Docente in vari corsi alla Cattolica di Milano e all'università degli Studi Carlo Bo di Urbino, è stato il conduttore del programma televisivo Il grande talk per SaT2000 tra il 2005 e il 2011.
Ha ideato il festival letterario "Scrivere sui margini".
È autore di romanzi e saggi di critica letteraria e curatore di opere di scrittori quali Elio Fiore, Camillo Sbarbaro, Ray Bradbury, André Malraux.

## Opere principali

### Romanzi
- Il signor figlio, romanzo, Milano, Mondadori, 2007;
- Infinita notte, romanzo, Milano, Mondadori, 2009;
- Dopo il miracolo, romanzo, Milano, Mondadori, 2012;
- Lo spregio: romanzo, Venezia, Marsilio, 2016;
- La quercia di Bruegel, Arezzo, Aboca Edizioni, 2021;
- Poco a me stesso, Venezia, Marsilio, 2022.

### Saggistica
- Citazioni pericolose. Il cinema come critica letteraria, Roma, Fazi, 2000
- Milano, la città di nessuno. Un reportage visionario, Napoli, L'ancora del Mediterraneo, 2003;
- Il futuro a vapore. L'Ottocento in cui viviamo, Milano, Medusa, 2004
- In terra sconsacrata. Perché l'immaginario è ancora cristiano, Milano, Bompiani, 2008
- Francesco. Il cristianesimo semplice di papa Bergoglio, Genova, Il Melangolo, 2014
- Non è tutto da buttare. Arte e racconto della spazzatura, Brescia, La Scuola, 2016

### Curatele
- Elio Fiore: All'accendersi della prima stella: poesie di Natale; prefazione e note di Alessandro Zaccuri, Milano, All'insegna del pesce d'oro, 1988;
- Camillo Sbarbaro: Il paradiso dei licheni: lettere a Elio Fiore (1960-1966), a cura di Alessandro Zaccuri, All'insegna del pesce d'oro, Milano, 1991;
- André Malraux: Sul cinema appunti per una psicologia, prefazione di Goffredo Fofi, edizione italiana a cura di Alessandro Zaccuri, Medusa, Milano 2002;
- Ray Bradbury: Verdi ombre, balena bianca, a cura di Alessandro Zaccuri, traduzione di Chiara Vatteroni, Fazi, Roma 1998;
- Ray Bradbury: La morte è un affare solitario, traduzione di Enrico Bistazzoni, postfazione di Alessandro Zaccuri, Fazi, Roma 2000;

## Premi letterari
- 2003: Premio Biella Letteratura e Industria[6] per il saggio Milano, la città di nessuno
- 2007: Premio Selezione Campiello[7] per il romanzo Il signor figlio
- 2012: Premio Frignano[8] per il romanzo Dopo il miracolo
- 2012: Premio Letterario Basilicata[9] per il romanzo Dopo il miracolo
- 2016: Premio Comisso[10] per il romanzo Lo spregio
- 2017: Premio Mondello,[11] per il romanzo Lo spregio
- 2017: finalista al Premio Bergamo[12] per il romanzo Lo spregio
- 2022: Premio letterario Elba[13] per il romanzo Poco a me stesso
- 2022: Premio letterario Boccaccio per l'insieme della sua opera narrativa[14].